# Вассерман, Ян Карлович
Ян Карлович Вассерман (1 января 1932, Киев — 11 июня 1991, Кишинёв) — русский советский поэт, альпинист, врач.
Родился в Киеве на Подоле. После окончания медицинского института, с 1957 года, жил в Ялте, где стал близким другом Виктора Некрасова, состоял с ним в переписке после эмиграции последнего. Яну Вассерману посвящён очерк В. Некрасова «Баллада о сапогах».
С 1965 года на протяжении многих лет был инструктором по альпинизму на Камчатке, судовым врачом в Дальневосточном судоходстве, что стало основной темой его творчества. Жил во Владивостоке, работал врачом рыболовецкой базы «50 лет Великому Октябрю», выпустил два стихотворных сборника — «Моря не мелеют» (1980) и «Мыс надежды» (1983).
В 1983 году поселился в Кишинёве, где и умер в 1991 году от рака поджелудочной железы. Последний поэтический сборник Я. К. Вассермана — «Тяжёлое звёздное небо» — был издан в Кишинёве в 1990 году. Переписка начала 1980-х годов с Станиславом Куняевым, часто сравниваемая с однотематической перепиской между Натаном Эйдельманом и Виктором Астафьевым о российском еврействе, была опубликована посмертно.
Жена — прозаик Валентина Батяева, автор изданных в Кишинёве книг «Тихие воды» (1990) и «Белый соболь удачи» (2003).

## Поэтические сборники
- Моря не мелеют. Владивосток: Дальневосточное книжное издательство, 1980.
- Мыс надежды. Владивосток: Дальневосточное книжное издательство, 1983.
- Тяжёлое звёздное море. Кишинёв, 1990.
- Прощай, Молдавия: стихи 12-то поэтов (составители Э. Ракитская и В. Голков). Москва: Издательское содружество А. Богатых и Э. РАкитской, 2010.